# 大曲錬
大曲 錬（おおまがり れん、1998年5月21日 - ）は、福岡県柳川市出身のプロ野球選手（投手・育成選手）。右投右打。埼玉西武ライオンズ所属。

## 経歴

### プロ入り前
柳川市立昭代第二小学校在学時に柳川昭代ドリームズ、柳川市立昭代中学校在学時に佐賀藤本BBCに所属。
西日本短期大学附属高等学校時代は1年秋から内野手としてベンチ入りし、2年秋から投手に転向。この時はサイドスローで、球速は130km/h台中盤だった。
高校卒業後は就職を考えていたものの、周囲の勧めもあり、福岡大学に進学して準硬式野球部に所属。1年春からエースを務め、3年時に上手投げに転向すると、3年秋にMVP、最多勝、最多奪三振などを獲得する活躍を見せ、4年春には最速154km/hを計測するまでになった。大学時代の公式戦通算成績は35勝4敗、防御率1.09。4年夏で準硬式野球部を引退すると、7月下旬からはNPB入りも視野に、硬式野球部の練習に参加するようになった（実戦登板は無し）。
2020年10月26日に行われたドラフト会議では、埼玉西武ライオンズから5位指名を受け、11月6日に契約金3000万円、年俸900万円で入団した。背番号は59。

### 西武時代
2021年はイースタン・リーグでチーム最多の36試合に登板し、1勝3敗1セーブ・防御率4.43を記録した。その後はフェニックスリーグに参加していたが、10月15日に初めて一軍へ昇格。翌16日の東北楽天ゴールデンイーグルス戦でプロ初登板を果たし、1イニングを無失点に抑えると、同20日の北海道日本ハムファイターズ戦ではプロ初ホールドを挙げた。ルーキーイヤーは一軍で4試合に登板して防御率0.00を記録し、オフに現状維持となる推定年俸900万円で契約を更改した。
2022年は初めて開幕を一軍で迎え、シーズン初登板となった3月31日の日本ハム戦では打者3人を打ち取ったが、続く4月2日の千葉ロッテマリーンズ戦では2/3回を4安打3四球5失点（自責点4）の乱調。その後の2登板は三者凡退に抑えたが、同18日に出場選手登録を抹消された。7月18日に再登録され、2試合の登板で無失点に抑えるも、8月15日に登録抹消。この年は6試合の登板で防御率6.35という成績にとどまり、オフに100万円減となる推定年俸800万円で契約を更改した。
2023年は2年連続で開幕を一軍で迎え、開幕から8登板で防御率1.13ながらも、5月2日の日本ハム戦ではマキノンの悪送球も絡んで1回1安打2四球2失点（自責点0）という結果で翌3日に出場選手登録を抹消された。6月9日に再登録されたが、1試合に登板したのみで同26日に登録抹消。7月にも一軍に昇格したが、登板機会は無かった。10月1日に出場選手登録され、翌2日のロッテ戦で6月以来の一軍登板となったが、1回4安打2四球3失点と振るわず、この年は10試合の登板で防御率5.40という成績であった。フェニックスリーグでは4イニングを投げるなど、ロングリリーフにも挑戦し、オフに20万円増となる推定年俸820万円で契約を更改した。
2024年は二軍で24試合に登板するも、防御率4.74と苦しみ、プロ初の一軍登板なしに終わった。10月2日に戦力外通告を受けた。11月26日に育成選手として再契約したことが球団から発表された。背番号は112。

## 選手としての特徴・人物
準硬式でのストレートの最速は154km/h、プロ入り後は153km/hを計測している。変化球は大学時代、カットボール・チェンジアップ・スライダー・スプリット・フォークの5球種。プロ入りした直後はスライダーとスプリットの2球種に絞っていたが、徐々に球種を増やしている。
愛称は「マガリ」、「ガーリー」。

## 詳細情報

### 年度別投手成績
| 年 度     | 球 団     | 登 板 | 先 発 | 完 投 | 完 封 | 無 四 球 | 勝 利 | 敗 戦 | セ 丨 ブ | ホ 丨 ル ド | 勝 率 | 打 者 | 投 球 回 | 被 安 打 | 被 本 塁 打 | 与 四 球 | 敬 遠 | 与 死 球 | 奪 三 振 | 暴 投 | ボ 丨 ク | 失 点 | 自 責 点 | 防 御 率 | W H I P |
| --------- | --------- | ----- | ----- | ----- | ----- | -------- | ----- | ----- | -------- | ----------- | ----- | ----- | -------- | -------- | ----------- | -------- | ----- | -------- | -------- | ----- | -------- | ----- | -------- | -------- | ------- |
| 2021      | 西武      | 4     | 0     | 0     | 0     | 0        | 0     | 0     | 0        | 1           | .---  | 13    | 4.0      | 1        | 0           | 2        | 0     | 0        | 2        | 0     | 0        | 0     | 0        | 0.00     | 0.75    |
| 2022      | 西武      | 6     | 0     | 0     | 0     | 0        | 0     | 0     | 0        | 0           | .---  | 25    | 5.2      | 5        | 0           | 4        | 0     | 0        | 0        | 0     | 0        | 5     | 4        | 6.35     | 1.59    |
| 2023      | 西武      | 10    | 0     | 0     | 0     | 0        | 0     | 0     | 0        | 0           | .---  | 50    | 10.0     | 14       | 0           | 8        | 0     | 0        | 5        | 2     | 1        | 8     | 6        | 5.40     | 2.20    |
| 通算：3年 | 通算：3年 | 20    | 0     | 0     | 0     | 0        | 0     | 0     | 0        | 1           | .---  | 88    | 19.2     | 20       | 0           | 14       | 0     | 0        | 7        | 2     | 1        | 13    | 10       | 4.58     | 1.73    |

- 2024年度シーズン終了時

### 年度別守備成績
| 年 度 | 球 団 | 投手  | 投手  | 投手  | 投手  | 投手  | 投手     |
| 年 度 | 球 団 | 試 合 | 刺 殺 | 補 殺 | 失 策 | 併 殺 | 守 備 率 |
| ----- | ----- | ----- | ----- | ----- | ----- | ----- | -------- |
| 2021  | 西武  | 4     | 0     | 1     | 0     | 1     | 1.000    |
| 2022  | 西武  | 6     | 0     | 1     | 0     | 0     | 1.000    |
| 2023  | 西武  | 10    | 0     | 1     | 0     | 0     | 1.000    |
| 通算  | 通算  | 20    | 0     | 3     | 0     | 1     | 1.000    |

- 2024年度シーズン終了時

### 記録
初記録
- 初登板：2021年10月16日、対東北楽天ゴールデンイーグルス24回戦（楽天生命パーク宮城）、6回裏に3番手で救援登板、1回無失点
- 初奪三振：同上、6回裏に炭谷銀仁朗から空振り三振
- 初ホールド：2021年10月20日、対北海道日本ハムファイターズ24回戦（メットライフドーム）、6回表に2番手で救援登板、1回無失点

### 背番号
- 59（2021年[11] - 2024年）
- 112（2025年[45] - ）